# Institut des hautes études scientifiques

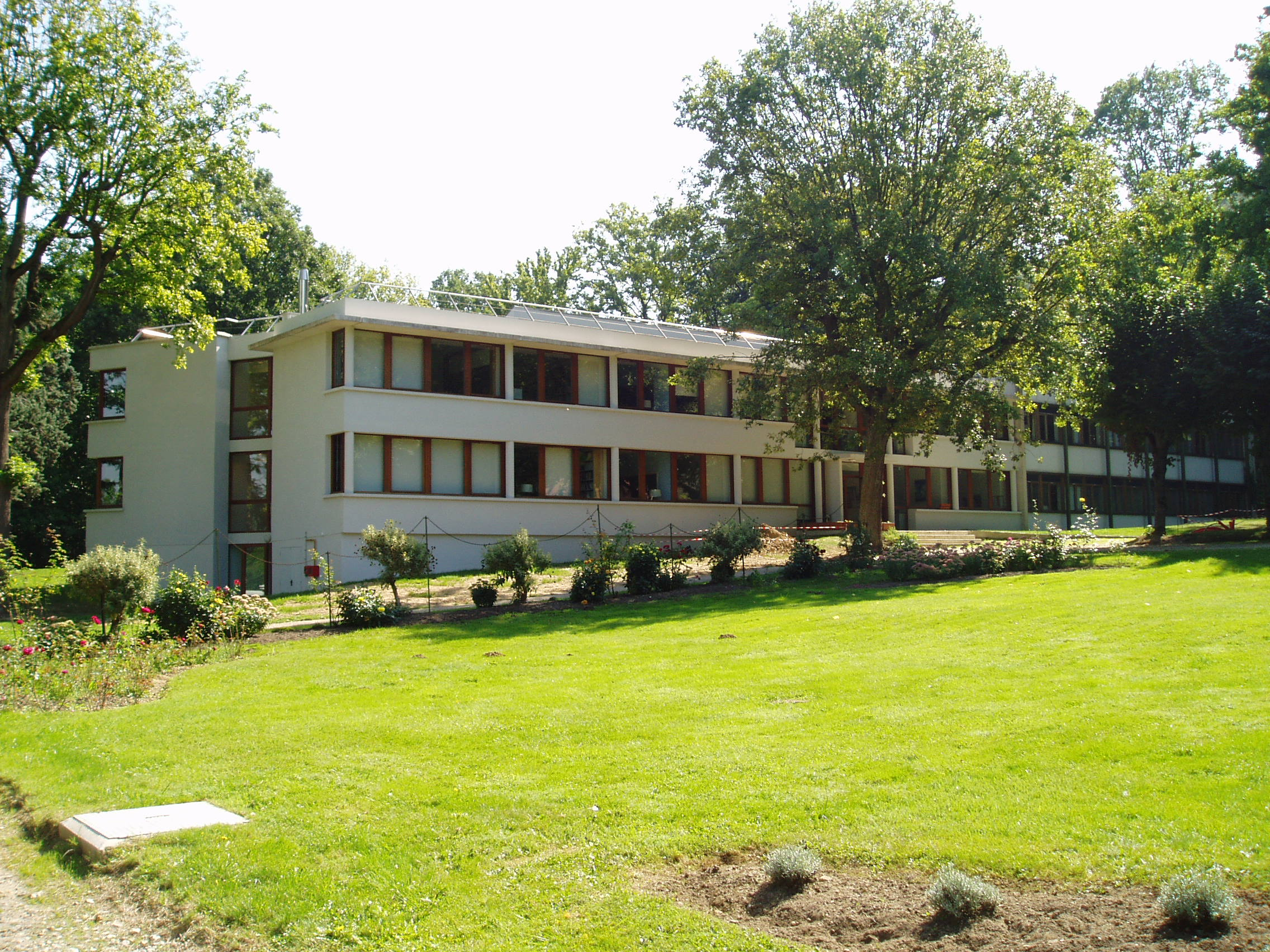
IHÉS – clădirea principală

Institut des hautes études scientifiques (IHÉS) din Bures-sur-Yvette, Franța, este un institut de cercetări științifice avansate în domeniile matematică și fizică teoretică. A fost fondat în 1958 de omul de afaceri și matematicianul Léon Motchane, consiliat de fizicianul Robert Oppenheimer și matematicianul Jean Dieudonné, cu scopul de a reuni cercetători de elită într-un mediu care să le ofere condiții optime pentru a-și desfășura creativitatea.
Organizarea institutului s-a orientat după Institute for Advanced Study din Princeton (al cărui director era, pe vremea aceea, Oppenheimer). Institutul are un număr restrâns de profesori permanenți, numiți pe viață, și invită anual circa 200 de profesori vizitatori, pe o durată medie de 3 luni. Există și un număr restrâns de profesori vizitatori pe termen lung. Cercetarea nu este dirijată pe baza unui plan sau prin contracte: profesorii, permanenți sau vizitatori, sunt lăsați să își urmărească propriile obiective. Membrilor permanenți li se cere să petreacă cel puțin 6 luni pe an în institut. Sub auspiciile institutului apare Publications Mathématiques de l'IHÉS, una din revistele de matematică de elită.
Directorii IHÉS au fost, în ordine cronologică: Léon Motchane (1958–1971), Nicolaas Kuiper (1971–1985), Marcel Berger (1985–1994), Jean-Pierre Bourguignon (1994-2013), și Emmanuel Ullmo (din 2013). Alexandre Grothendieck și ideile revoluționare ale școlii sale au dominat atmosfera din institut în primul deceniu de existență; altă figură proeminentă a primilor ani de activitate a fost René Thom. Matematicienii Jean Bourgain, Alain Connes, Pierre Deligne, Maxim Konțevici și fizicienii Louis Michel, David Ruelle sunt numai câțiva dintre membrii permanenți care au contribuit la renumele institutului.